# Шешонк II
Шешонк II (Heqakheperre Shoshenq) е фараон от либийската Двадесет и втора династия на Древен Египет. Управлявал няколко години в Горен Египет ок. 889 – 887 г. пр.н.е., според други 887 – 885 г. пр.н.е.

## Произход и управление
Не е сигурно дали е син на Осоркон I или на Шешонк I.
Шешонк II е бил върховен жрец на Амон в Тива, който има достатъчно богатство и влияние, за да се обяви за фараон в Горен Египет против Такелот I. Не е ясно какво точно се случва през междуособната война, но управленито на Шешонк II продължава само около 2 – 3 години. Негов приемник и вероятно син или племенник е Харсиесе А, жрец на Амон в Тива, който продължава противопоставянето срещу Такелот I в Горен Египет.

## Гробница на Шешонк II
Шешонк II е единственият фараон от Либийската династия, чието погребение е открито непокътнато. Той е бил препогребан в некропола на Танис, Долен Египет, в гробницата на друг фараон – NRT III на Псусенес I от 21-ва династия. Сред най-ценните предмети намерени в гробницата са масивен сребърен саркофаг с глава на сокол, златна погребална маска, скъпоценни нагръдници пекторали, златни сандали, накити и други. Анализ на неговата мумия показва, че е починал от инфектирана рана в главата на около 50-годишна възраст.